# Comté de Knox (Nebraska)
Pour les articles homonymes, voir Comté de Knox.
Le comté de Knox est un comté de l'État du Nebraska, aux États-Unis. Son siège est la ville de Center.